# Aufidus costalis
Aufidus costalis är en insektsart som beskrevs av Victor Lallemand 1939. Aufidus costalis ingår i släktet Aufidus och familjen spottstritar. Inga underarter finns listade i Catalogue of Life.